# Альфа Мамаду Садіу
Альфа Мамаду Садіу (*д/н — 1784/1785) — 3-й альмамі імамату Фута-Джаллон в 1781—1784 роках.

## Життєпис
Походив з впливового фульбеського роду, представники якого очолювали плем'я з м. Фугумба. 1726 року приєднався до джихаду Карамоко Альфи. Під час війни з мандінка та іншими поганськими племенами здобув значний вплив, домігшися розташування Ради уламів в рідному місті.
Був членом Вищої ради, активно протистояв амбіціям Ібрагіма Сорі. У 1780 році останній повалив Раду уламів. У відповідь невдоволені повалили Ібрагіма Сорі, оголосивши альмамі Мамаду Садіу. Той стикнувся з розпадом нещодавно створеної держави, оскільки проти нього виступив Ібрагім Конде, володар держави Санкаран, що розташовувалася на південному сході.
У війні проти Ібрагіма Конде та його союзника держави Солімана альмамі зазнав поразки у 1784 році. Невдовзі проти нього виступив Ібрагім Сорі. В результаті 1784 або 1785 року Альфа Мамаду Садіу був повалений й страчений.